# Karl Dampier
Karl Dampier (* 13. Dezember 1948) ist ein ehemaliger österreichischer Politiker (SPÖ). Er war zuletzt zwischen 2005 und 2007 Abgeordneter zum Wiener Landtag und Gemeinderat.
Karl Dampier war bereits Abgeordneter zum Wiener Landtag und Gemeinderat, als er am 22. Dezember 1993 zum Bezirksvorsteher-Stellvertreter im Bezirk Donaustadt angelobt wurde. Dampier übte diese Funktion bis zum 24. Februar 2005 aus. Nach dem Tod des Bezirksvorstehers Franz-Karl Effenberg wurde die Gemeinderätin Renate Winklbauer zu seiner Nachfolgerin gewählt. Dampier nahm in der Folge das Gemeinderatsmandat von Renate Winkelbauer und war zwischen 25. Februar 2005 und 31. Dezember 2007 Abgeordneter zum Wiener Landtag und Gemeinderat. Zudem ist Karl Dampier Präsident des Kaisermühlner Fußballklubs SV Donau.
Der ehemalige Gemeinderat betreibt die Hausbesorgerfirma da-ka. Auf Grund zahlreicher Aufträge im geförderten Wohnbau und von stadtnahen Bauträgern wurde Karl Dampier von der Opposition kritisiert. Die SPÖ wies die Vorwürfe gegen ihre Abgeordneten zurück, da „alle Tätigkeiten streng geprüft worden seien und in keinem Fall eine gesetzliche Unvereinbarkeit vorläge“.